# Pierres de Stora Hammars

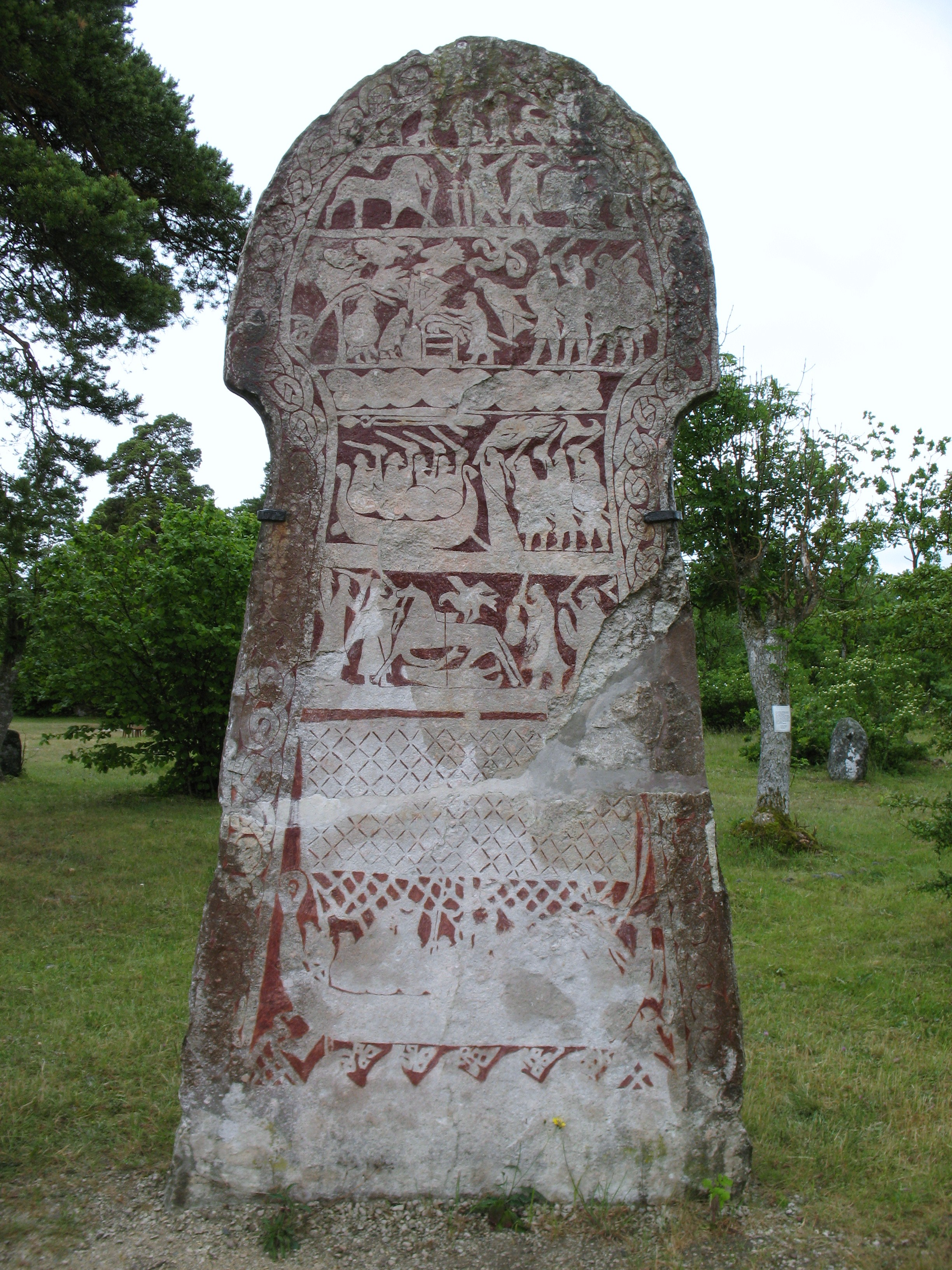
Pierre historiée de Stora Hammars I.

Les pierres de Stora Hammars sont quatre pierres historiées remontant à l'Âge des Vikings (entre le VIe et VIIIe siècles) et situées à Stora Hammars, près de Lärbro sur l'île de Gotland en Suède.
La pierre historiée de Stora Hammars I est organisée en six scènes guerrières mythologiques. La partie inférieure présente un imposant bateau viking dotée d'une voile rectangulaire. La troisième scène s'organise autour d'un autel surmonté d'un valknut associé à Odin. En dessous se trouve l'une des rares représentations de batailles de cette époque.